# RENFE-Baureihe 120
Als Baureihe 120 bezeichnet die spanische Eisenbahngesellschaft Renfe eine Serie von 28 umspurbaren Hochgeschwindigkeits-Triebwagenzügen. Die vierteiligen Züge verkehren als Zuggattung Alvia auf Verbindungen, die sowohl normalspurige Neubaustrecken, wie auch bestehende Breitspurstrecken benutzen.
Die Fahrzeuge wurden von CAF und Alstom geliefert.
Die zugelassene Höchstgeschwindigkeit liegt bei 250 km/h bei einer Fahrdrahtspannung von 25 kV und 220 km/h unter 3 kV. Durch das BRAVA-System von CAF ist ein Umspuren zwischen iberischer Breit- und Regelspur in etwa einer Minute möglich. Acht der sechzehn Achsen sind angetrieben. Die Züge verfügen über 156 Sitzplätze in der zweiten sowie 81 in der ersten Klasse.

## Geschichte
Im Mai 2001 bestellten die RENFE 20 Triebzüge für den schnellen Regionalverkehr. Die für 250 bis 270 km/h ausgelegten Züge sollten aus vier Wagen bestehen und 237 Fahrgästen Platz bieten. Sie sollten ab 2003 ausgeliefert werden und anschließend im Regionalverkehr bis 250 km zwischen Madrid, Guadalajara, Saragossa und Lleida sowie zwischen Barcelona und Lleida eingesetzt werden. Der Auftrag, der auch die Instandhaltung für 14 Jahre mit einschloss, wurde für 440 Millionen Euro an Alstom (Anteil von 270 Millionen Euro) und CAF vergeben.
Die Züge wurden am 17. Mai 2006 in Dienst gestellt und verkehrten zuerst auf der Neubaustrecke Madrid–Barcelona. Die Reisezeit zwischen Madrid und Barcelona verkürzte sich, mit einem etwa einminütigen Umspuren in Puigverd de Lleida, auf vier Stunden und 15 Minuten.
Der Einsatz der Züge endete zwischen Madrid und Barcelona mit der Eröffnung der durchgehenden regelspurigen Hochgeschwindigkeitsstrecke im Frühjahr 2008. Die Züge werden seitdem u. a. in den folgenden Relationen eingesetzt:
- Barcelona-Valencia-Sevilla
- Barcelona-Zaragoza-Bilbao/San Sebastián
- Madrid–Valencia–Gandía
- Madrid–Valladolid–Bilbao/Irún
- Madrid–Guadalajara–Logroño/Pamplona

Derzeit ist ein großer Teil der Einheiten der Baureihe 121 in Redondela (Galicien) beheimatet. Sie verkehren zwischen Ourense, Santiago de Compostela, A Coruña und Vigo.

## Baureihe 121
Renfe bestellte im Jahr 2004 weitere 29 Züge, die als Reihe 121 geführt werden. Die wichtigsten Unterschiede zur Reihe 120 sind der Wegfall der ersten Klasse und der Cafeteria, wodurch sich die Sitzplatzkapazität von 237 auf 281 erhöht. Die ersten Züge der Serie 121 nahmen im Januar 2009 den Dienst auf.